# Shiota Hiroshige

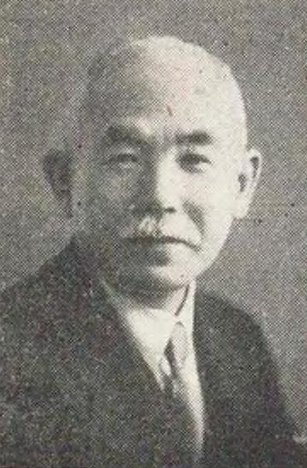
Shioda Hiroshige

Shiota Hiroshige (japanisch 塩田 広重; geboren 14. Oktober 1873 in Miyazu (Präfektur Kyōto); gestorben 11. Mai 1965) war ein japanischer Chirurg.

## Werdegang
Shioda Hiroshige machte 1899 seinen Abschluss an der Kaiserlichen Universität Tokio im Fach Medizin. Nach einem Jahr Ausbildung in pathologischer Anatomie trat er in die chirurgische Klasse ein und wurde von Julius Scriba und Kondō Tsugushige  (近藤 次繁; 1866–1944) unterrichtet. Von 1907 bis 1909 bildete sich Shiono auf eigene Kosten in Deutschland und in Österreich weiter. An der Universität Wien studierte er Pathologie. 1919 wurde er zum Präsidenten der Japanischen Chirurgischen Gesellschaft gewählt. 1922 wurde er Professor an der Zweiten Abteilung für Chirurgie an seiner Alma Mater. Er hielt Vorträge an der bekannten privaten Klinik „Saisei Gakusha“ (済生学舎), beriet die Klinik bei deren Management und wirkte mit an der Gründung der „Nippon Medical School“ (日本医科大学, Nihon ika gaigaku), deren Kanzler er später von 1951 bis 1954 war. 1934 ging Shioda in den akademischen Ruhestand, bekleidete aber weiterhin verschiedene Ehrenämter.
Als 1930 der Premierminister Hamaguchi Osachi im Bahnhof Tokio angeschossen wurde, operierte Shiono ihn unter Verwendung der damals noch unüblichen Bluttransfusion. Während des Putschversuches am 26. Februar 1936 führte er eine Operation durch, um die Kugel zu entfernen, die in den Körper von Suzuki Kantarō eingedrungen war.
Nach dem Krieg war Shiono Leiter des Amtes für Medizin (医療局, Iryō-kyoku) am Sozialministerium. Eine seiner Aufgaben war es, die nicht mehr benötigten Militärkrankenhäuser umzubauen.

## Ehrungen
- 1954: Ernennung zum Bunka Kōrōsha, zur Person mit besonderen kulturellen Verdiensten[1]
- 1960: Großes Verdienstkreuz der Bundesrepublik Deutschland
- 1964: Orden des Heiligen Schatzes 1. Klasse